# Generación Spielberg
Generación Spielberg es una cinta sobre la generación que creció en México con filmes de Steven Spielberg, director de E.T., el extraterrestre, con la saga de Star Wars y con grupos como Timbiriche de la década de los 80. Es un filme sobre el amor y el luto por la separación de un ser amado.

## Sinopsis
Generación Spielberg reúne cinco historias que se entrelazan y a la vez se intercomunican y complementan. Una pareja de amantes deciden hacer un pacto similar al que hicieron John Lennon y Yoko Ono y se quedan durante 24 otras bajo las sábanas. Al mismo tiempo una chica de abolengo se queda atrapada en un elevador con un mensajero y un contador del que termina enamorándose. Entre tanto en el estacionamiento de un centro de convenciones, un grupo de escritores decide emborracharse con mezcal en la camioneta en lo que inicia el evento, recordando sus épocas doradas ochenteras,  mientras,  una psicoanalista se encierra en el baño con la intención de suicidarse y una ejecutiva y madre de familia se esconde en el cuarto de escobas de su oficina para curar su corazón roto con una botella de vino. Cada historia tiene relación con la otra y los personajes se comunican entre ellos por medio de sus teléfonos celulares.

## Director y guionista
Gibrán Bazán es mexicano y único alumno del cineasta Juan López Moctezuma. Ha realizado los documentales “Los Rollos Perdidos”, "Territorio Leonora" y los largometrajes “Generación Spielberg”,  “El Bouquinista”, "Arritmia" y "Kintsugi".

## Reparto
- Bruno Bichir - Tito
- Silvia Carusillo - Aurora
- Sophie Gómez - Luisa
- Alejandro Durán - Pancho
- Luisa Sáenz - Susana
- Sonia Franco - Mónica
- Miguel Conde - Leonardo
- Ricardo Zárraga - Bogdan

## Música original
- Genaro Ochoa y Sabrina Maytorena.
- Interpretación de "La Bruja" por Perrobot.

## Producción
- Marsash Producciones e Imcine